# Frank Kvitta

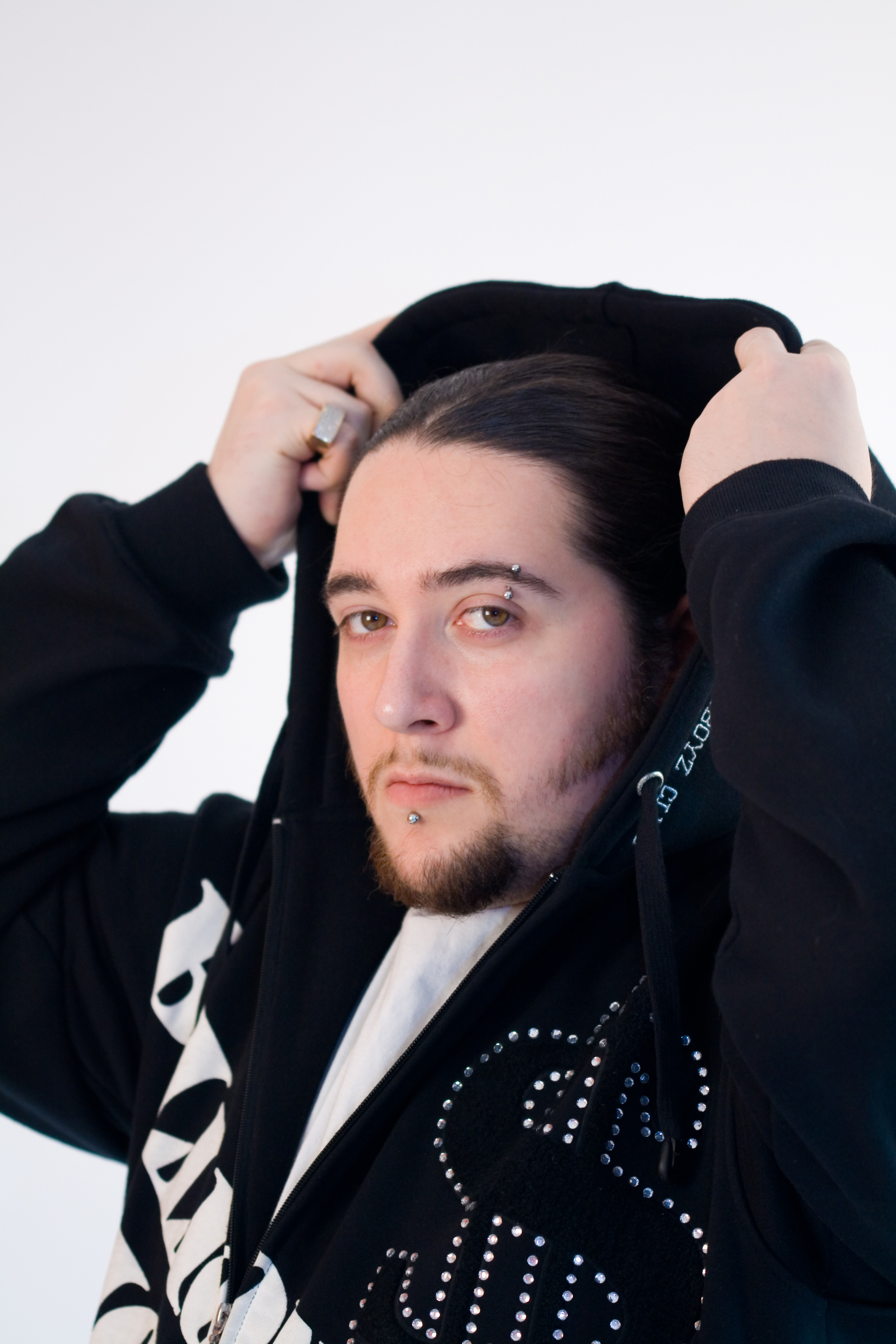
Frank Kvitta

Frank Kvitta (ur. 13 października 1981) – niemiecki DJ i producent, grający muzykę hardtechno i schranz (bardzo często w duecie z Mario Ranieri). Jego muzyka charakteryzuje się dużą prędkością (zazwyczaj w okolicach 160 bmp), a jego sety często zawierają brzmienia typowe dla lat 80.
Frank Kvitta urodził się 13 października 1981 roku w Langen (Niemcy). W 1994 rozpoczął swoją przygodę z muzyką. Początkowo interesował go  rave i trance. Po przesłuchaniu płyty "Sven Väth - Clubnight" zaczął miksować.
W roku 1998 jego przyjaciel, DJ Markus Schulz  kupił mikser i dwa gramofony. Kiedy Markus ćwiczył swoją technikę, Frank porzucił miksowanie, ponieważ uznał, że nie rozumie na czym ono polega. Jednak nieco później, w połowie 1998 roku jego drugi przyjaciel - Marcello Scacchiotti również kupił zestaw do miksowania. To zachęciło Franka do wytężonej pracy, której efektem było jego pierwsze nagranie. Zostało ono wydane w 2002 roku, po wielu imprezach i zagranych setach. Wydała je wytwórnia Tausendgroove Records, w ramach projektu: "Two Men Working". Będąc w klubie "Airport" Frank dał swoje demo znanemu didżejowi Rushowi, któremu spodobało się ono na tyle, że dał Frankowi szansę nagrania EP'ki w wytwórni płytowej "Knedeep Records". W 2003 roku ogromnie wzrosła jego popularność. Zagrał wtedy między innymi z takimi gwiazdami jak: Mario Ranieri, ViperXXL, DJ Amok, Sven Wittekind, Andreas Kremer, Arkus P., O.B.I., DJ Mahatma, Chris Noise, Robert Natus czy Kaoz. W 2003 i 2004 roku miały miejsce jego pierwsze audycje radiowe w Radiu Rythmix oraz w Radiu Sunshine Live w Niemczech. Także w 2004 zrealizował wspólnie z ViperXXL, swoją pierwszą kompilację o nazwie "Schranz Total 7.0" Zapewniła mu ona renomę wśród wielu znanych artystów związanych z Hardtechno, tudzież Schranz.